# Municipio de Grant (condado de Cowley)
El municipio de Grant (en inglés: Grant Township) es un municipio ubicado en el condado de Cowley en el estado estadounidense de Kansas. En el año 2010 tenía una población de 67 habitantes y una densidad poblacional de 0,58 personas por km².

## Geografía
El municipio de Grant se encuentra ubicado en las coordenadas 37°3′50″N 96°41′3″O / 37.06389, -96.68417. Según la Oficina del Censo de los Estados Unidos, el municipio tiene una superficie total de 116.22 km², de la cual 116,12 km² corresponden a tierra firme y (0,08 %) 0,09 km² es agua.

## Demografía
Según el censo de 2010, había 67 personas residiendo en el municipio de Grant. La densidad de población era de 0,58 hab./km². De los 67 habitantes, el municipio de Grant estaba compuesto por el 98,51 % blancos, el 1,49 % eran afroamericanos. Del total de la población el 0 % eran hispanos o latinos de cualquier raza.